# 佛通寺

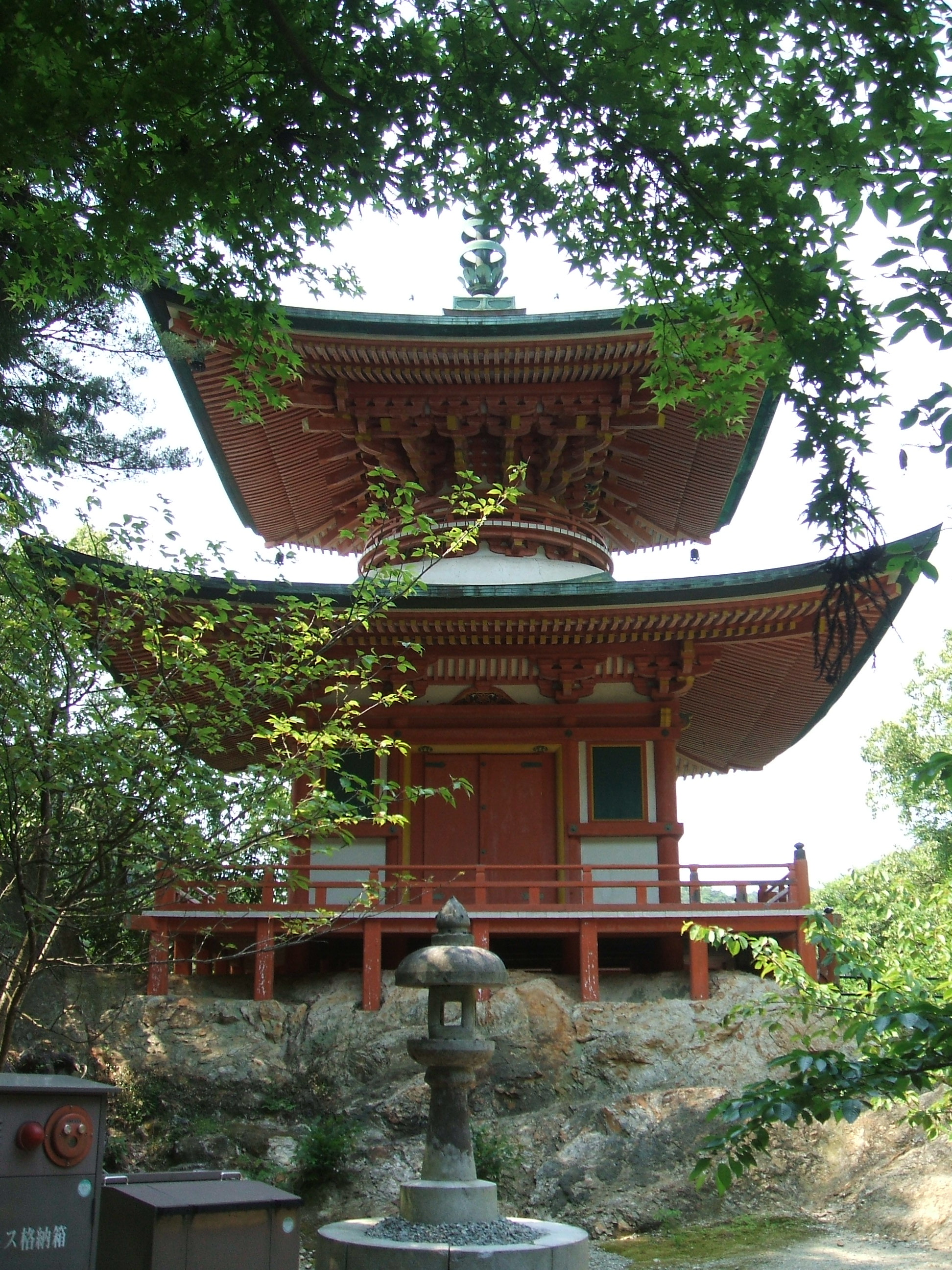
多寶塔

佛通寺（日語：ぶっつうじ）是位於日本廣島縣三原市的佛寺，是臨濟宗佛通寺派的本山，山號是御許山，祭祀的本尊是釋迦牟尼佛。屬於中國三十三觀音靈場第十二番禮所、山陽花之寺二十四之第二十一番禮所。
楓葉時期的景觀十分驚豔，是廣島縣内著名的賞楓名所，而有許多參拜者和觀光客到訪。
佛寺的御詠歌日文原文如下：「わがつみを　お許しうけて　今日よりは　仏にかよう　こころうれしき」

## 歴史
佛通寺是1397年（應永4年）由小早川春平開基、愚中周及開山所創建。春平曾為奉公衆為京都的足利將軍家工作，與同事那珂宗泰十分親近。春平從宗泰那裡聽聞了那珂氏所屬的天寧寺愚中的名聲，召喚愚中來為自己建立氏寺，試圖展現團結一族的自立性，結束在南北朝時代的動亂。佛通寺的名稱是愚中周及的老師即休契了勸請開山時，所得到的諡号「佛通禪師」中所得到靈感，並選擇了良好山水之場所而建立。1409年（應永16年），從後小松天皇獲得代表高貴意味的紫衣著用的許可；同年愚中示寂，以後弟子們便形成了臨濟中一派的愚中派。1441年（嘉吉元年）成為足利將軍家的祈願所，接受小早川氏和毛利氏的保護和供奉，最盛時期曾有88個塔頭，在西日本有末寺高達約3000座。但是，應仁之亂以後，寺勢衰退，儘管在小早川隆景時代曾稍微重返榮盛況，但仍流逝於之後的權力者流轉變化之中。進入明治時期時曾因法燈而復興，在1876年（明治9年）曾屬於天龍寺派，但在1905年（明治38年）從天龍寺獨立，改稱為臨濟宗佛通寺派，成為其本山。

## 文化財

### 重要文化財（國家指定）
- 佛通寺含暉院地藏堂 附:須彌壇 - 應永13年（1406年）建立。依附於含暉院的佛殿建立。樣式為折衷樣式，桁行3間、梁行3間，為一層攢尖頂、瓦葺屋頂（原本為茅葺）。
- 絹本著色大通禪師像 附:紙本墨書大通禪師墨蹟（1407年（應永14年））、紙本墨書大通禪師消息（1408年（應永15年）） - 大通禪師像是14-15世紀的作品。有愚中周及自身的賛，因「前作州太守天心順公居士」被小早川春平扣留。圖像是右手撫摸自己的頭頂，描繪了十分特異罕見的「頂相」。姿勢和著黑衣、披著褐色袈裟，並坐在很多節點自然木投曲彔（椅子）上，令人聯想到肖像主角素樸的生活。墨書是愚中在示寂2年前所寫，還有其他同樣的内容的作品。這封消息是寄給寺的政所，表達如果離開京都，有一天會回到佛通寺，接受足利義持意見的小早川則平（春平之子）其策略不可能會實現，寺院的事情可以和覺隱真知商量討論諸事相談等等敘述。義持極力將愚中留在京都近郊，愚中此後無法重返佛通寺[1]。

### 廣島縣重要文化財
- 木造佛通禪師坐像
- 木造大通禪師坐像
- 紺紙金泥細字法華經 附:木製漆塗六角經幢
- 佛通寺文書
- 佛通寺正法院文書
- 金剛般若波羅蜜經版木
- 延命地藏菩薩經版木

### 登錄有形文化財
- 多寶塔 - 位於開山堂旁。昭和初期的建築，屋簷周圍的材料有反折曲線，整體的塔姿特徴是近代的多寶塔。

### 廣島縣天然記念物
佛通寺羅漢松是廣島縣指定自然記念物（1961年11月1日指定）。位於參道正面左側，在縣道50號線和架在佛通寺川上的巨蟒橋之間。是樹高約20ｍ，胸高幹為3.52ｍ的羅漢松（日文：犬槇，學名:Podocarpus macrophyllus ）巨木，為雌株。相傳是佛通寺開山愚中周及禪師親手栽植。

## 所在地
廣島縣三原市高坂町許山22

## 相片集

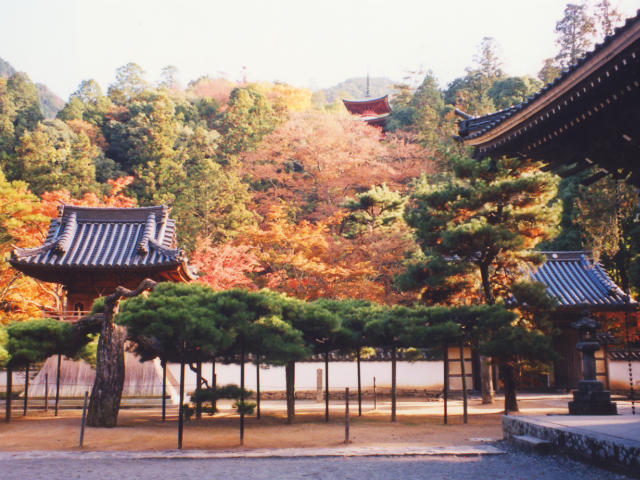
境内
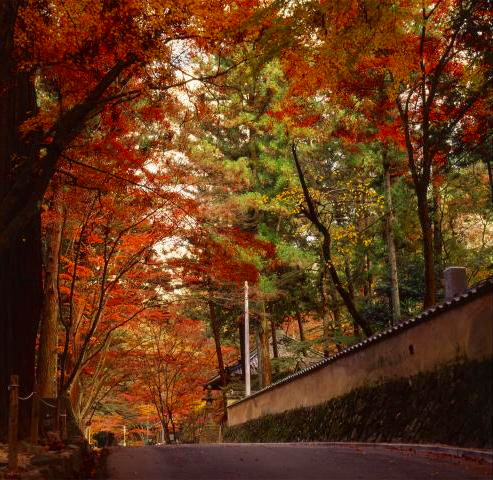
楓葉
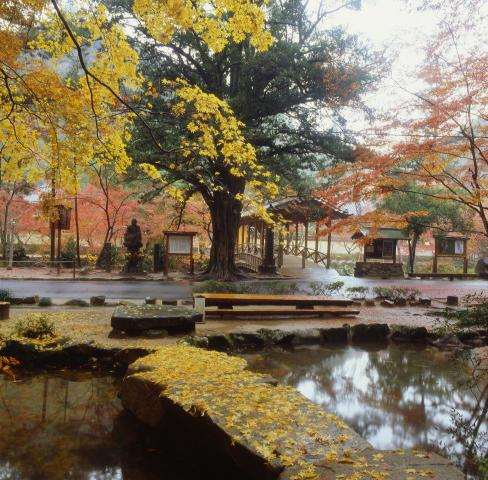
開滿楓的寺院
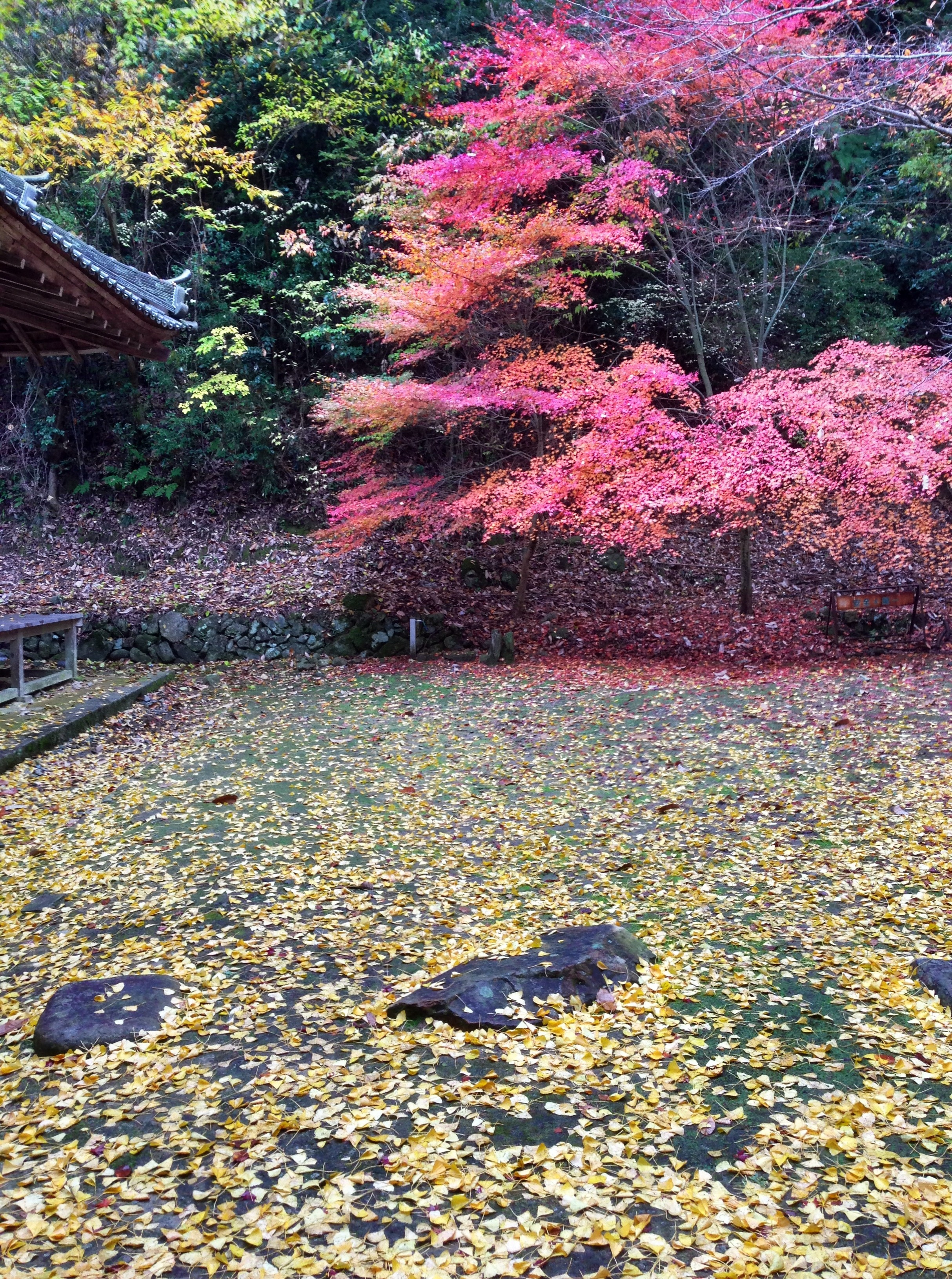
開山堂前廣場
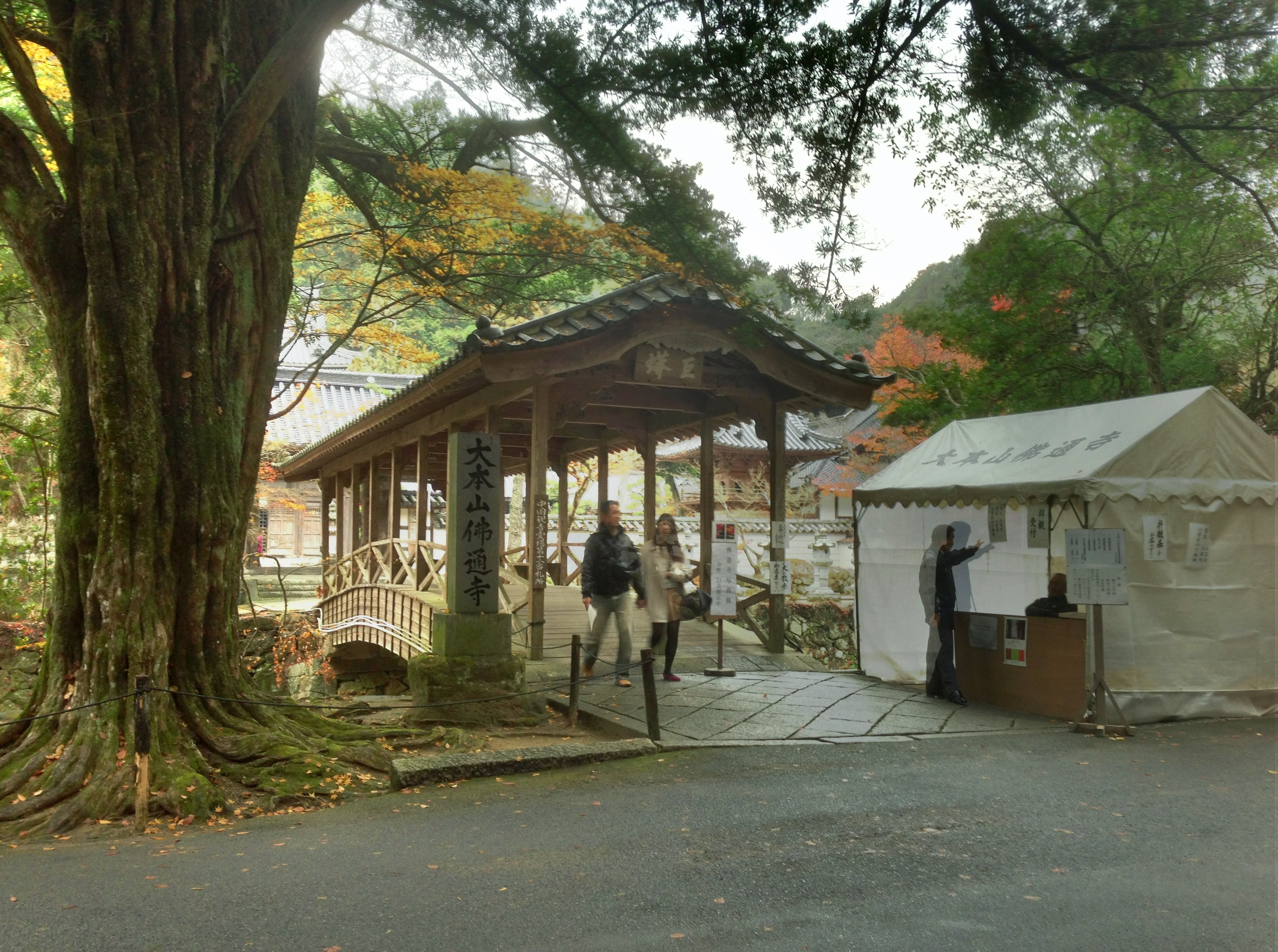
正門。旁邊的巨木是自然記念物羅漢松
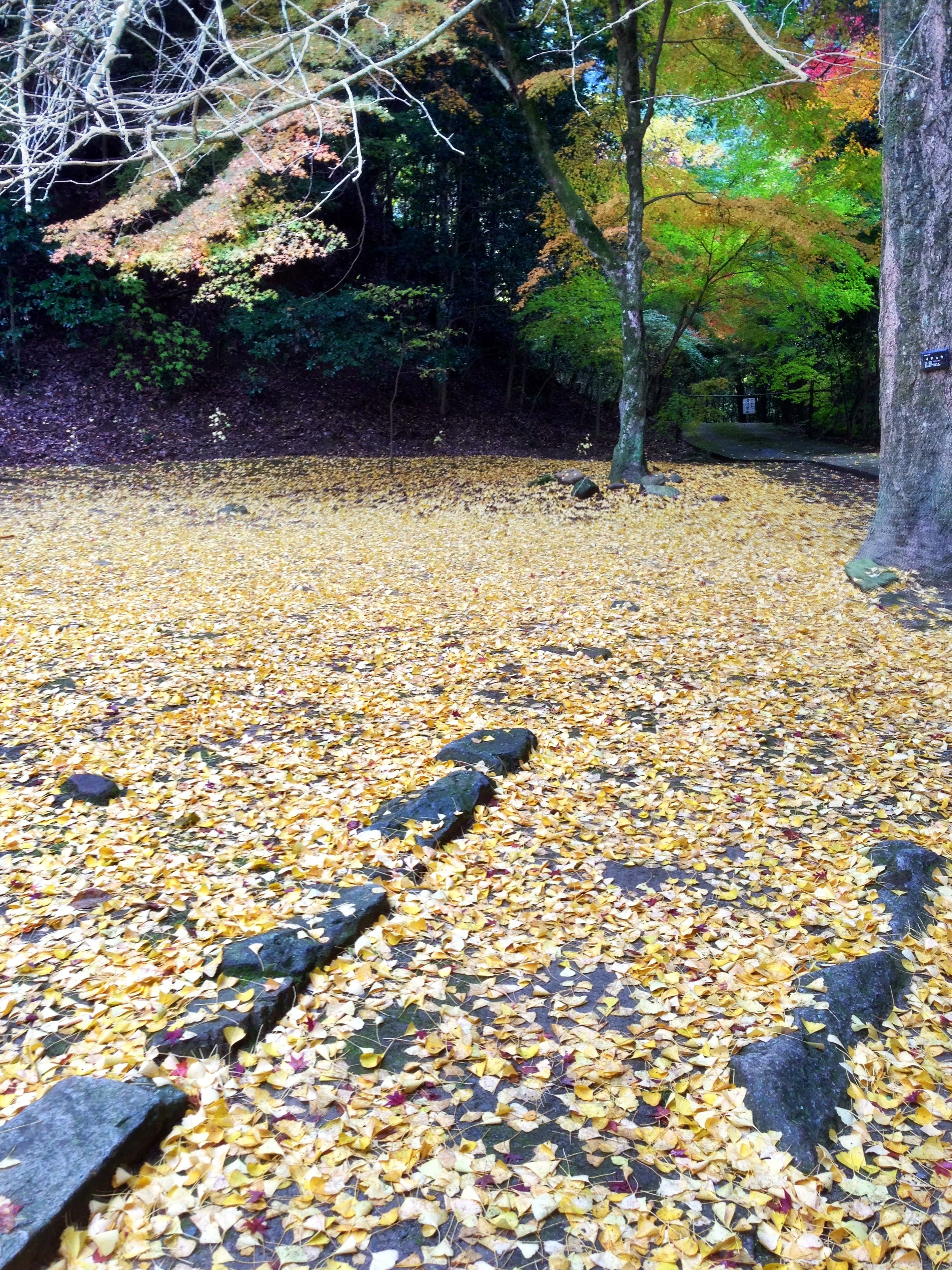
開山堂前的銀杏葉
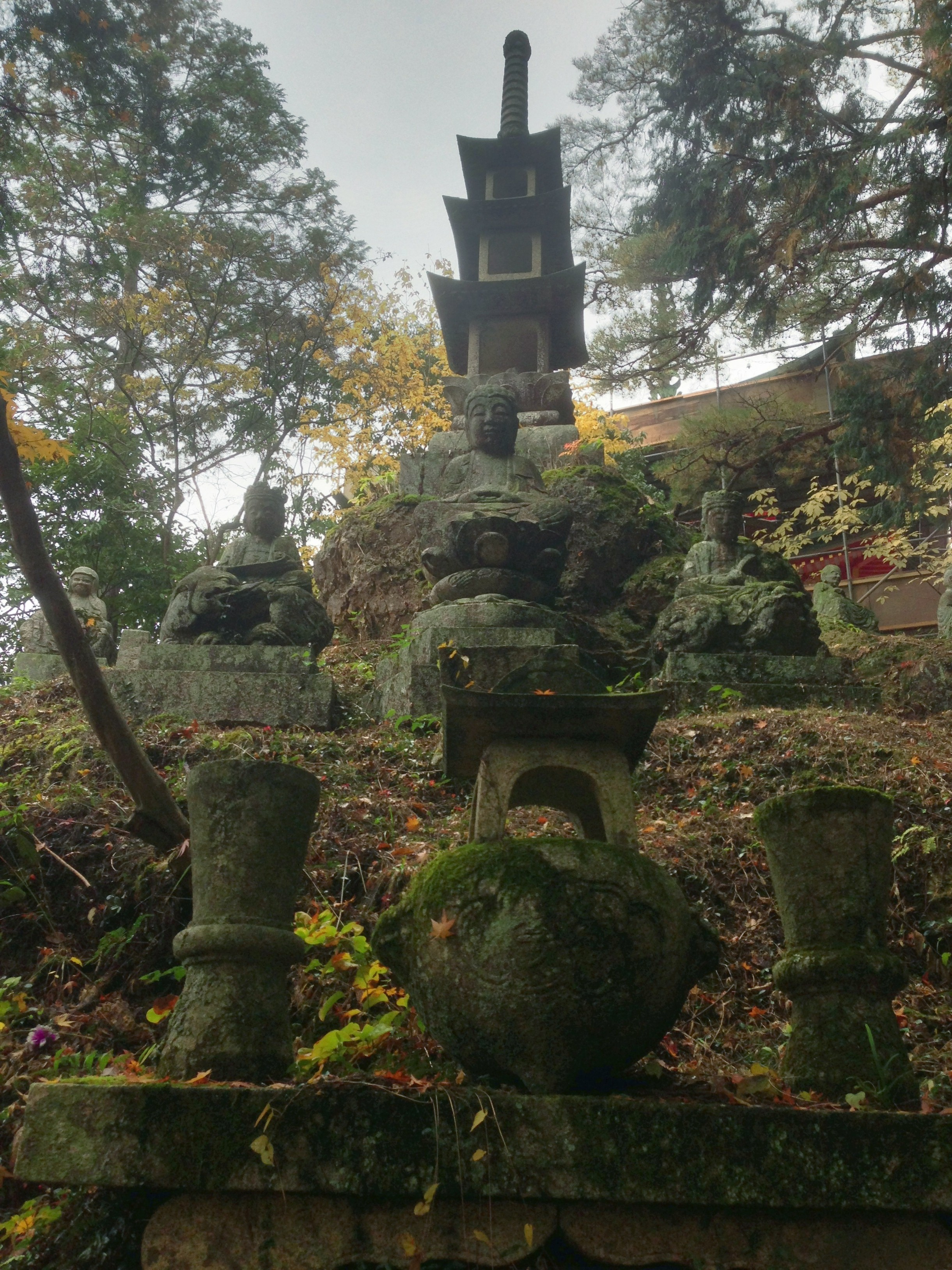
石像

## 前後札所
中國三十三觀音靈場
11 向上寺 -- 12 佛通寺 -- 13 三瀧寺
山陽花之寺二十四寺
20 千光寺 -- 21 佛通寺 -- 22 棲真寺

## 註腳
1. ↑  東京國立博物館 京都國立博物館 日本經濟新聞社文化事業部編集 『臨済禅師一一五〇年 白隠禅師二五〇年遠忌記念 禅―心をかたちに―』 日本經濟新聞社、2016年4月20日、pp.129,131,372-373。
2. ↑  廣島縣教育委員會. . 廣島縣管理部總務課秘書廣報室.   [2016-05-13]. （原始内容存档于2020-08-08）.
3. ↑  近畿中國森林管理局. . 林野廳.   [2016-05-13]. （原始内容存档于2018-07-28）.

## 外部連結
- 官方网站
- 佛通寺多宝塔 広島県の文化財 （页面存档备份，存于）廣島縣教育委員會官方網站